# Polonia (cykl)

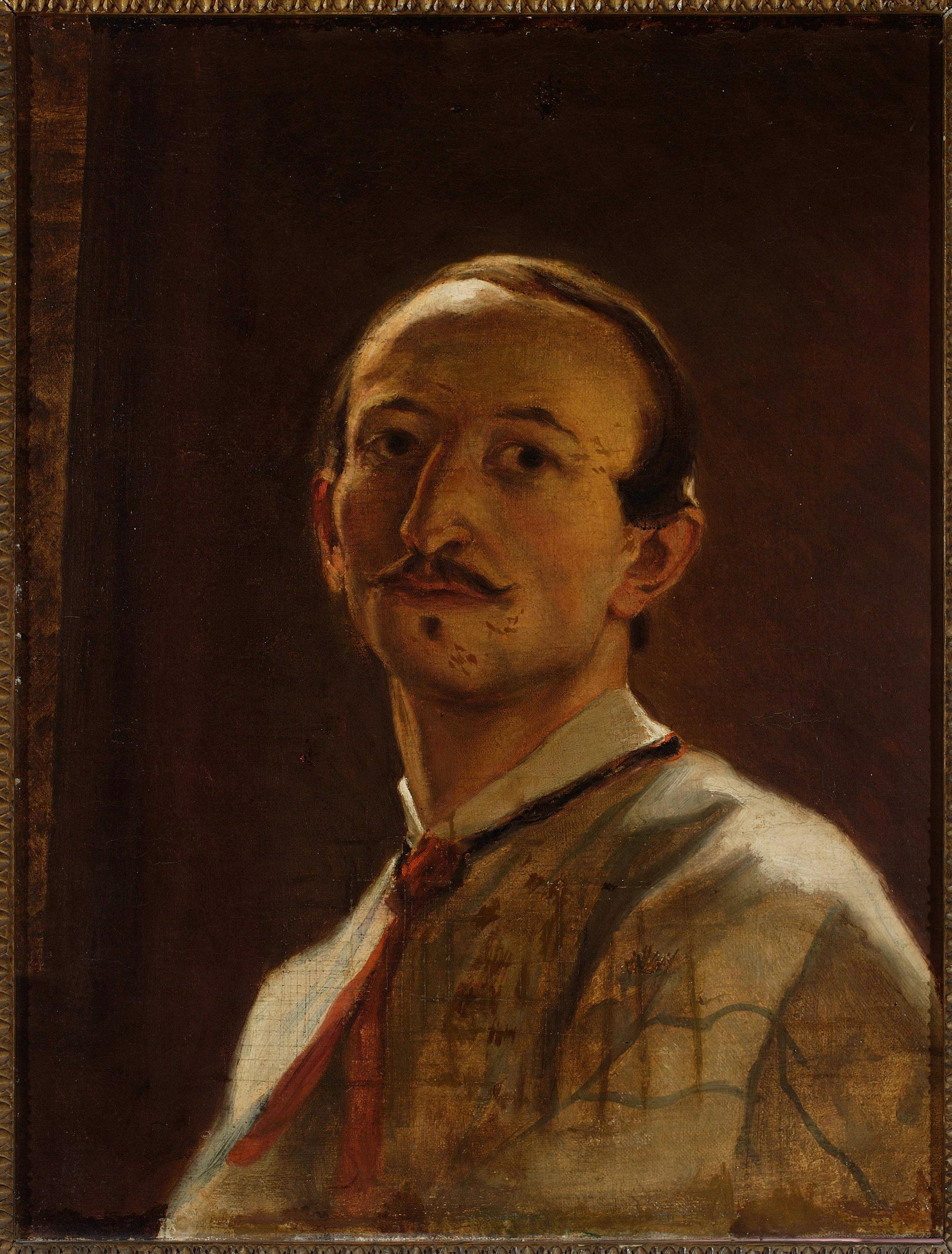
Autoportret Artura Grottgera

Polonia – cykl dziewięciu czarno-białych rysunków autorstwa polskiego malarza Artura Grottgera przedstawiających sceny z powstania styczniowego z roku 1863. Znajduje się w zbiorach Muzeum Sztuk Pięknych w Budapeszcie.

## Okoliczności powstania cyklu
Artur Grottger zamierzał brać udział w powstaniu styczniowym i w tym celu w marcu 1863 roku przybył do Lwowa, aby stamtąd przedostać się do zaboru rosyjskiego. Powstrzymali go jednak przyjaciele, którzy wyperswadowali mu ten pomysł. Artysta był słabego zdrowia, a ponadto był jedynym żywicielem rodziny, dlatego ostatecznie nie zdecydował się na uczestnictwo w walce. Wraz z matką i siostrą wrócił do Wiednia. Artysta z losami powstania był jednak bezpośrednio związany. W 1864 roku młodszy brat artysty Jarosław Grottger za udział w powstaniu został zesłany na Syberię. Samemu malarzowi wytoczono również proces sądowy w Wiedniu za pomoc, jaką świadczył uchodzącym z zaboru rosyjskiego powstańcom. Z powodu szykan policyjnych opuścił Wiedeń w 1865 roku.
Reprezentował XIX-wieczne podejście do sztuki i za swoją misję uważał zadedykowanie swojej twórczości sprawie niepodległości ojczyzny. Nie mogąc walczyć w powstaniu, starał się walczyć za pomocą swojej sztuki. Mimo że nigdy nie widział na własne oczy wydarzeń powstania styczniowego, stworzył dwie serie rysunków zadedykowanych temu wolnościowemu zrywowi: Polonia (wykonana w 1863 roku i przedstawiająca przebieg wydarzeń w Królestwie Polskim) oraz Lithuania (wykonana w latach (1864–1866) poświęcona Litwie). Stały się one patriotyczną inspiracją dla pokoleń Polaków.
Część rysunków z cyklu Polonia Grottger narysował podczas krótkiego pobytu w kraju. Były to trzy pierwsze kartony cyklu: Branka, Kucie kos i Bitwa. Reszta prac powstała w wiedeńskiej pracowni artysty. W listopadzie 1863 roku rysunki zostały wystawione w salach Kunstverein. Cykl został zakupiony przez Węgra Jánosa Pálffy, który przekazał go muzeum budapeszteńskiemu.

## Opis
Cykl rysunków Artura Grottgera zatytułowany Polonia jest wykonany czarną i białą kredką na ciemnożółtych kartonach. Składa się on z 9 ułożonych chronologicznie prac zatytułowanych: Obraz symboliczny Polski (karta tytułowa), Branka, Kucie kos, Bitwa, Schronisko, Obrona dworu, Po odejściu wroga, Żałobne wieści, Na pobojowisku.
| Numer | Tytuł                    | Ilustracja | Opis |
| ----- | ------------------------ | ---------- | --- |
| I     | Obraz symboliczny Polski |            | Strona tytułowa – Alegoria zniewolonej Polski, wyzwalanej z kajdan przez młodzieńca we frygijskiej czapce (symbol wolności), patrzącej w przyszłość (dwaj młodzieńcy). |
| II    | Pobór w nocy             |            | Przedstawia przymusową brankę do carskiego wojska zarządzoną przez Aleksandra Wielopolskiego w nocy z 14 na 15 stycznia 1863 w Warszawie. Branka, która miała zapobiec wybuchowi powstania, w rzeczywistości je przyspieszyła. Pobór miał objąć około 12 tys. Polaków podejrzanych o działalność konspiracyjną i udział w przygotowaniach do powstania. Przymusowy werbunek do armii carskiej udał się tylko częściowo, ponieważ informacji o planowanej brance nie zdołano utrzymać w tajemnicy. Część spiskowców umieszczonych na listach 12 stycznia uciekła z miejsca zamieszkania i pomimo ostrej zimy ukryła się w lasach. Przywódcy powstania nie chcieli biernie czekać, aż poborowi zostaną wyłapani przez wojsko i policję i zdecydowali się w nocy z 22 na 23 stycznia na rozpoczęcie powstania. Karton przedstawia rozpaczającą kobietę, której mąż wyprowadzany jest w więzach podczas nocnego aresztowania. |
| III   | Kucie kos                |            | Przedstawia kucie kos bojowych przeznaczonych dla powstańczych oddziałów kosynierów. W tle dwóch uzbrojonych w pistolety powstańców w rogatywkach z naszytymi biało-czerwonymi kokardami w narodowych barwach trzymających w dłoniach drzewce do kos, którzy czekają, aby osadzić na nich ostrza. Na rysunku przedstawione jest wnętrze, istniejącej do dziś, kuźni w Igołomi. Jednostki kosynierów wzięły udział w wielu bitwach i potyczkach powstania styczniowego, m.in. ok. 1000 z nich walczyło w zwycięskiej dla Polaków bitwie pod Węgrowem. Kosynierzy polscy odznaczyli się także m.in. w bitwie pod Grochowiskami, bitwie pod Panasówką i innych. |
| IV    | Bitwa                    |            | Przedstawia jedną z około 2500 bitew i potyczek, do których doszło w latach 1863–1865 w czasie trwania powstania styczniowego. Pomimo ostatecznej klęski powstania wiele z nich zakończyło się zwycięstwem Polaków. |
| V     | Schronisko               |            | Przedstawia starego Żyda ostrzegającego ukrywających się we wsi powstańców przed armią carską. |
| VI    | Obrona dworu             |            | Przedstawia obronę szlacheckiego dworu przed żołnierzami rosyjskimi. |
| VII   | Po odejściu wroga        |            | Przedstawia zniszczenia szlacheckiego dworu dokonane przez Rosjan. |
| VIII  | Żałobne wieści           |            | Przedstawia żałobę rodziny, która dowiaduje się o śmierci powstańca. |
| IX    | Na pobojowisku           |            | Przedstawia rozpacz rodzin szukających swych bliskich na pobojowisku po bitwie. |